# Góry, Węgorzewski
Góry [ˈɡurɨ] (tiếng Đức: Gurren) là một ngôi làng thuộc khu hành chính của Gmina Budry, thuộc hạt Węgorzewo, Warmian-Masurian Voivodeship, ở phía bắc Ba Lan, gần biên giới với tỉnh Kaliningrad của Nga. Nó nằm khoảng 13 kilômét (8 mi) phía tây bắc Budry, 12 km (7 mi) về phía bắc của Węgorzewo và 100 km (62 mi) về phía đông bắc của thủ đô khu vực Olsztyn.
Trước năm 1945, khu vực này là một phần của Đức (Đông Phổ).